# Mutaz Essa Barshim
Mutaz Essa Barshim   (Doha, Qatar, 24 de juny de 1991) és un atleta qatarià especialitzat en la prova de salt d'alçada. Ha participat en 3 Olimpíades, guanyant 1 medalla d'or i 2 medalles de plata. A més, ha guanyat 5 medalles (3 d'or) en els Campionats del Món i 2 medalles (1 d'or) en els Campionats d'Àsia. La seva marca personal (2.43m) és el rècord asiàtic i el 2n millor salt de tots els temps.

### Els inicis professionals
Amb només 15 anys, Barshim comença a entrenar en el salt d'alçada i ingressa a l'Acadèmia Aspire de Doha. El 2010, amb 19 anys, va aconseguir els seus primers èxits en l'esfera internacional. El mes de febrer, obté el rècord qatarià en pista coberta en un salt de 2.25m a Goteborg i uns setmanes més tard aconsegueix el primer or de la seva carrera professional al Campionat Asiàtic júnior en pista coberta celebrat a Teheran. El mes de juliol, guanya la medalla d'or al Campionat Asiàtic Júnior amb un salt de 2.31m, aconseguint el rècord nacional.

### Segon millor saltador de tota la història 2011 - 2014
El mes de juliol de 2011, Barshim obté la medalla d'or al Campionat Asiàtic celebrat a Kobe, amb un salt de 2.35m, aconseguint superar el rècord nacional i el del campionat. També es classifica per primera vegada pel Campionat del Món, celebrat a Daegu, on aconsegueix arribar a la final i obtenir la 7a posició.
El 2012, Barshim aconsegueix classificar-se per primera vegada pels Jocs Olímpics de Londres 2012, guanyant la medalla de bronze amb un salt de 2.29m. Poc després de la medalla olímpica, va manifestar que havia competit amb molèsties degut a una lesió a la medul·la espinal. Tot i així, el 2021 li van concedir la medalla de plata, després que el guanyador de l'edició, Ivan Ukhov, fos sancionat per dopatge.
El juny del 2013 aconsegueix saltar 2.40m en la prova de la Diamond League d'Eugene, sent el 8è millor salt de tota la història. A l'agost d'aquell mateix any, obté la medalla de plata en el Campionat del Món de Moscou, sent el primer atleta de Qatar en aconseguir una medalla en la prova mundial.
El 5 de setembre de 2014, en la prova de la Diamond League de Brussel·les, Barshim fa un salt de 2.43 metres, aconseguint la seva marca personal i la segona persona que més ha saltat en tota la història, només superat pel cubà Javier Sotomayor.

### Consolidació mundial 2015 - 2016
L'any 2015 guanya la medalla de bronze en el Campionat d'Àsia celebrat a Wuhan. Tot i així, en el Campionat del Món de Pequín només aconsegueix la 4a posició.
L'any següent es tornava a classificar pels Jocs Olímpics de Rio 2016 i amb un salt a la final de 2.36m aconseguia la primera medalla olímpica de plata per Qatar en qualsevol disciplina.

### Hegemonia mundial 2017 - 2022
El 2017 comença l'hegemonia mundial de Barshim a la prova del salt d'alçada. L'agost d'aquell any guanya el seu primer gran torneig a l'aire lliure, obtenint la medalla d'or al Campionat del Món de Londres, amb un salt de 2.35m. El 2018 no va guanyar cap gran títol, tot i que va intentar superar el rècord del món de salt d'alçada amb un salt de 2.46m a Budapest. No només no ho va aconseguir sinó que va patir una lesió al turmell que el va apartar de les pistes durant la resta de l'any. Un any més tard, guanyava, a casa seva, el Campionat del Món de Doha, amb un salt de 2.37m, convertint-se en el primer atleta en la història del salt d'alçada a revalidar el títol de campió del món. L'any 2020, Barshim gairebé no va competir degut a l'aturada de totes les competicions per la pandèmia de la Covid-19. Un any després, als Jocs Olímpics de Tòquio, aconseguia la seva primera medalla d'or olímpica, la primera per Qatar en tota la història de l'atletisme i la segona en tota la història de les Olimpíades (només un dia abans ho havia aconseguit Fares El-Bakh en la prova de -96kg d'Halterofília). La medalla d'or de Barshim, serà recordada com un dels moments més emotius dels Jocs. Ell i l'italià Gianmarco Tamberi van decidir deixar de saltar en els 2.39m i compartir la medalla d'or. L'any 2022, l'atleta qatarià aconseguiria guanyar de nou el Campionat del Món d'Eugene, tancant una ratxa històrica de 5 anys guanyant totes les grans competicions internacionals.
L'any 2023, es trencava l'hegemonia de Barshim, ja que al Campionat del Món de Budapest, només va poder aconseguir la medalla de bronze. Tot i així, es va convertir en el primer atleta de la història del salt d'alçada en guanyar 5 medalles en els Campionats del Món.

### Vida personal
Barshim va néixer a Qatar, dins d'una família sudanesa de 5 germans. El seu pare, Essa Mohamed Barshim era atleta i s'exercia com a corredor de mitja i llarga distància. Actualment està casat amb Alexandra Everett i tenen un fill en comú.

## Marques personals
| Disciplina                     | Marca    | Seu         | Data            |
| ------------------------------ | -------- | ----------- | --------------- |
| Salt d'alçada                  | 2.43m AR | Brussel·les | 5 setembre 2014 |
| Salt d'alçada en pista coberta | 2.41m AR | Athlone     | 18 febrer 2015  |

## Trajectòria professional
| Jocs Olímpics     | Jocs Olímpics  | Jocs Olímpics | Jocs Olímpics |
| Any               | Seu            | Posició       | Prova         |
| ----------------- | -------------- | ------------- | ------------- |
| 2012              | Londres        | 2             | Salt d'alçada |
| 2016              | Rio de Janeiro | 2             | Salt d'alçada |
| 2020              | Tòquio         | 1             | Salt d'alçada |
| Campionat del Món |                |               |               |
| 2011              | Daegu          | 7a posició    | Salt d'alçada |
| 2013              | Moscou         | 2             | Salt d'alçada |
| 2015              | Pequín         | 4a posició    | Salt d'alçada |
| 2017              | Londres        | 1             | Salt d'alçada |
| 2019              | Doha           | 1             | Salt d'alçada |
| 2022              | Eugene         | 1             | Salt d'alçada |
| 2023              | Budapest       | 3             | Salt d'alçada |
| Campionat d'Àsia  |                |               |               |
| 2011              | Kobe           | 1             | Salt d'alçada |
| 2015              | Wuhan          | 3             | Salt d'alçada |